# Pierre Kalulu
Pierre Kazeye Rommel Kalulu Kyatengwa, meglio noto come Pierre Kalulu (Lione, 5 giugno 2000), è un calciatore francese, difensore della Juventus e della nazionale francese.

## Biografia
Kalulu è nato in Francia da genitori congolesi. I suoi fratelli maggiori Aldo (1996) e Gédéon (1997) sono entrambi calciatori.

## Caratteristiche tecniche
Difensore centrale di piede destro, può giocare come terzino destro, ma anche come braccetto di centro-sinistra in una difesa a 3. È un calciatore rapido, sia sul lungo che sul breve, bravo nel resistere ai contrasti.

## Carriera

### Club

#### Gli inizi
Kalulu nell'estate 2010 si trasferisce dal suo primo club, l'AS De Saint-Priest al settore giovanile dell'Olympique Lione, militando nelle giovanili dei lionesi dal 2010 al 2018, anno in cui passa alla seconda squadra dell'OL. Nella partita casalinga contro l'Amiens del 5 marzo 2020, Kalulu viene convocato dalla prima squadra ma senza scendere in campo.

#### Milan
Dopo aver rifiutato il rinnovo con i transalpini, il 5 agosto 2020, a 20 anni, si accasa al Milan. Debutta con i rossoneri, oltre che tra i professionisti, il 10 dicembre 2020 in Europa League nel successo per 0-1 contro lo Sparta Praga. Tre giorni dopo esordisce in Serie A nel pareggio interno per 2-2 contro il Parma, rimpiazzando dopo pochi minuti l'infortunato Matteo Gabbia. Tre giorni dopo fa il suo debutto da titolare in occasione della trasferta contro il Genoa, segnando il gol del definitivo 2-2. Conclude la sua prima stagione da professionista con 18 presenze totali, di cui 13 in campionato, e 1 gol in Serie A.
Nella stagione successiva, anche in virtù degli infortuni dei compagni di reparto, Kalulu viene impiegato maggiormente da titolare dall'allenatore Stefano Pioli, avanzando nelle gerarchie della difesa e migliorando il proprio rendimento, venendo preferito allo stesso capitano rossonero Alessio Romagnoli per sostituire l'infortunato Simon Kjær come difensore centrale. In occasione della partita contro l'Empoli del 12 marzo 2022 realizza il gol che permette ai rossoneri di vincere 1-0, siglando la sua prima rete a San Siro. Il 22 maggio 2022 può festeggiare la vittoria del campionato.
Nella stagione 2022-2023 parte da titolare, andando in gol nel pareggio interno per 2-2 contro la Roma dell'8 gennaio 2023.
Nell'annata 2023-2024, invece, trova meno spazio a causa di molteplici infortuni, fra cui la rottura del tendine del retto femorale sinistro; colleziona quindi 11 presenze totali fra campionato e coppe.

#### Juventus
Il 21 agosto 2024, Kalulu passa alla Juventus, in prestito oneroso a 3,3 milioni di euro, con diritto di riscatto fissato a 14 milioni, più 3 di bonus. Cinque giorni dopo esordisce con i bianconeri nella trasferta in casa del Verona, subentrando al 77' a Nicolò Savona. Il 14 gennaio 2025 segna il suo primo gol con i bianconeri, firmando il momentaneo vantaggio nel pareggio per 1-1 in casa dell'Atalanta.
Il 5 giugno 2025, viene ufficialmente riscattato dai bianconeri, con cui firma un contratto quadriennale.

### Nazionale
Nel giugno 2018 entra nel giro delle selezioni giovanili della Francia, prendendo parte al campionato europeo Under-19 del 2019.
Nel marzo 2021 ottiene la prima convocazione nella nazionale francese Under-21, entrando nella lista dei 23 convocati per la fase finale a gironi del campionato europeo di categoria del 2021.
Nel maggio del 2025, riceve la sua prima convocazione in nazionale maggiore dal CT Didier Deschamps, in occasione degli incontri della Final Four di Nations League; esordisce con i Bleus il 5 giugno seguente, partendo da titolare nella semifinale contro la Spagna, persa per 5-4.

## Statistiche

### Presenze e reti nei club
Statistiche aggiornate al 26 giugno 2025.
| Stagione                 | Squadra                  | Campionato               | Campionato | Campionato | Coppe nazionali | Coppe nazionali | Coppe nazionali | Coppe continentali | Coppe continentali | Coppe continentali | Altre coppe | Altre coppe | Altre coppe | Totale | Totale | Totale |
| Stagione                 | Squadra                  | Comp                     | Pres       | Reti       | Comp            | Pres            | Reti            | Comp               | Pres               | Reti               | Comp        | Pres        | Reti        | Pres   | Reti   |        |
| ------------------------ | ------------------------ | ------------------------ | ---------- | ---------- | --------------- | --------------- | --------------- | ------------------ | ------------------ | ------------------ | ----------- | ----------- | ----------- | ------ | ------ | ------ |
| 2018-2019                | Olympique Lione 2        | N2                       | 17         | 0          | -               | -               | -               | -                  | -                  | -                  | -           | -           | -           | 17     | 0      |        |
| 2019-2020                | Olympique Lione 2        | N2                       | 19         | 0          | -               | -               | -               | -                  | -                  | -                  | -           | -           | -           | 19     | 0      |        |
| Totale Olympique Lione 2 | Totale Olympique Lione 2 | Totale Olympique Lione 2 | 36         | 0          |                 | -               | -               |                    | -                  | -                  |             | -           | -           | 36     | 0      |        |
| 2020-2021                | Milan                    | A                        | 13         | 1          | CI              | 1               | 0               | UEL                | 4                  | 0                  | -           | -           | -           | 18     | 1      |        |
| 2021-2022                | Milan                    | A                        | 28         | 1          | CI              | 4               | 0               | UCL                | 5                  | 0                  | -           | -           | -           | 37     | 1      |        |
| 2022-2023                | Milan                    | A                        | 34         | 1          | CI              | 1               | 0               | UCL                | 10                 | 0                  | SI          | 1           | 0           | 46     | 1      |        |
| 2023-2024                | Milan                    | A                        | 9          | 0          | CI              | 0               | 0               | UCL+UEL            | 1+1                | 0                  | -           | -           | -           | 11     | 0      |        |
| Totale Milan             | Totale Milan             | Totale Milan             | 84         | 3          |                 | 6               | 0               |                    | 21                 | 0                  |             | 1           | 0           | 112    | 3      |        |
| 2024-2025                | Juventus                 | A                        | 29         | 1          | CI              | 1               | 0               | UCL                | 8                  | 0                  | SI+Cmc      | 1+4         | 0           | 43     | 1      |        |
| Totale carriera          | Totale carriera          | Totale carriera          | 149        | 4          |                 | 7               | 0               |                    | 29                 | 0                  |             | 6           | 0           | 191    | 4      |        |

### Cronologia presenze e reti in nazionale
| Cronologia completa delle presenze e delle reti in nazionale ― Francia | Cronologia completa delle presenze e delle reti in nazionale ― Francia | Cronologia completa delle presenze e delle reti in nazionale ― Francia | Cronologia completa delle presenze e delle reti in nazionale ― Francia | Cronologia completa delle presenze e delle reti in nazionale ― Francia | Cronologia completa delle presenze e delle reti in nazionale ― Francia | Cronologia completa delle presenze e delle reti in nazionale ― Francia | Cronologia completa delle presenze e delle reti in nazionale ― Francia |
| Data                                                                   | Città                                                                  | In casa                                                                | Risultato                                                              | Ospiti                                                                 | Competizione                                                           | Reti                                                                   | Note                                                                   |
| ---------------------------------------------------------------------- | ---------------------------------------------------------------------- | ---------------------------------------------------------------------- | ---------------------------------------------------------------------- | ---------------------------------------------------------------------- | ---------------------------------------------------------------------- | ---------------------------------------------------------------------- | ---------------------------------------------------------------------- |
| 5-6-2025                                                               | Stoccarda                                                              | Spagna                                                                 | 5 – 4                                                                  | Francia                                                                | UEFA Nations League 2024-2025 - Semifinale                             | -                                                                      | 63’                                                                    |
| Totale                                                                 |                                                                        | Presenze                                                               | 1                                                                      |                                                                        | Reti                                                                   | 0                                                                      |                                                                        |

| Cronologia completa delle presenze e delle reti in nazionale ― Francia under 21 | Cronologia completa delle presenze e delle reti in nazionale ― Francia under 21 | Cronologia completa delle presenze e delle reti in nazionale ― Francia under 21 | Cronologia completa delle presenze e delle reti in nazionale ― Francia under 21 | Cronologia completa delle presenze e delle reti in nazionale ― Francia under 21 | Cronologia completa delle presenze e delle reti in nazionale ― Francia under 21 | Cronologia completa delle presenze e delle reti in nazionale ― Francia under 21 | Cronologia completa delle presenze e delle reti in nazionale ― Francia under 21 |
| Data                                                                            | Città                                                                           | In casa                                                                         | Risultato                                                                       | Ospiti                                                                          | Competizione                                                                    | Reti                                                                            | Note                                                                            |
| ------------------------------------------------------------------------------- | ------------------------------------------------------------------------------- | ------------------------------------------------------------------------------- | ------------------------------------------------------------------------------- | ------------------------------------------------------------------------------- | ------------------------------------------------------------------------------- | ------------------------------------------------------------------------------- | ------------------------------------------------------------------------------- |
| 31-5-2021                                                                       | Budapest                                                                        | Paesi Bassi under 21                                                            | 2 – 1                                                                           | Francia under 21                                                                | Europeo Under-21 2021 - Quarti di finale                                        | -                                                                               | 13’                                                                             |
| 2-9-2021                                                                        | Le Mans                                                                         | Francia under 21                                                                | 3 – 0                                                                           | Macedonia del Nord under 21                                                     | Qual. Europeo Under-21 2023                                                     | 1                                                                               |                                                                                 |
| 6-9-2021                                                                        | Tórshavn                                                                        | Fær Øer under 21                                                                | 1 – 1                                                                           | Francia under 21                                                                | Qual. Europeo Under-21 2023                                                     | -                                                                               |                                                                                 |
| 8-10-2021                                                                       | Brest                                                                           | Francia under 21                                                                | 5 – 0                                                                           | Ucraina under 21                                                                | Qual. Europeo Under-21 2023                                                     | -                                                                               |                                                                                 |
| 12-10-2021                                                                      | Belgrado                                                                        | Serbia under 21                                                                 | 0 – 3                                                                           | Francia under 21                                                                | Qual. Europeo Under-21 2023                                                     | -                                                                               |                                                                                 |
| 11-11-2021                                                                      | Grenoble                                                                        | Francia under 21                                                                | 7 – 0                                                                           | Armenia under 21                                                                | Qual. Europeo Under-21 2023                                                     | -                                                                               |                                                                                 |
| 16-11-2021                                                                      | Skopje                                                                          | Macedonia del Nord under 21                                                     | 0 – 1                                                                           | Francia under 21                                                                | Qual. Europeo Under-21 2023                                                     | 1                                                                               |                                                                                 |
| 28-3-2022                                                                       | Calais                                                                          | Francia under 21                                                                | 5 – 0                                                                           | Irlanda del Nord under 21                                                       | Amichevole                                                                      | -                                                                               | 58’                                                                             |
| 2-6-2022                                                                        | Grenoble                                                                        | Francia under 21                                                                | 2 – 0                                                                           | Serbia under 21                                                                 | Qual. Europeo Under-21 2023                                                     | -                                                                               |                                                                                 |
| 6-6-2022                                                                        | Erevan                                                                          | Armenia under 21                                                                | 1 – 4                                                                           | Francia under 21                                                                | Qual. Europeo Under-21 2023                                                     | -                                                                               | 79’                                                                             |
| 9-6-2022                                                                        | Esenyurt                                                                        | Ucraina under 21                                                                | 3 – 3                                                                           | Francia under 21                                                                | Qual. Europeo Under-21 2023                                                     | -                                                                               |                                                                                 |
| 23-9-2022                                                                       | Magdeburgo                                                                      | Germania under 21                                                               | 1 – 2                                                                           | Francia under 21                                                                | Amichevole                                                                      | -                                                                               |                                                                                 |
| 22-6-2023                                                                       | Cluj-Napoca                                                                     | Francia under 21                                                                | 2 – 1                                                                           | Italia under 21                                                                 | Europeo Under-21 2023 - 1º turno                                                | -                                                                               |                                                                                 |
| 28-6-2023                                                                       | Cluj-Napoca                                                                     | Svizzera under 21                                                               | 1 – 4                                                                           | Francia under 21                                                                | Europeo Under-21 2023 - 1º turno                                                | -                                                                               | 86’                                                                             |
| 2-7-2023                                                                        | Cluj-Napoca                                                                     | Francia under 21                                                                | 1 – 3                                                                           | Ucraina under 21                                                                | Europeo Under-21 2023 - Quarti di finale                                        | -                                                                               |                                                                                 |
| Totale                                                                          |                                                                                 | Presenze                                                                        | 15                                                                              |                                                                                 | Reti                                                                            | 2                                                                               |                                                                                 |

| Cronologia completa delle presenze e delle reti in nazionale ― Francia olimpica | Cronologia completa delle presenze e delle reti in nazionale ― Francia olimpica | Cronologia completa delle presenze e delle reti in nazionale ― Francia olimpica | Cronologia completa delle presenze e delle reti in nazionale ― Francia olimpica | Cronologia completa delle presenze e delle reti in nazionale ― Francia olimpica | Cronologia completa delle presenze e delle reti in nazionale ― Francia olimpica | Cronologia completa delle presenze e delle reti in nazionale ― Francia olimpica | Cronologia completa delle presenze e delle reti in nazionale ― Francia olimpica |
| Data                                                                            | Città                                                                           | In casa                                                                         | Risultato                                                                       | Ospiti                                                                          | Competizione                                                                    | Reti                                                                            | Note                                                                            |
| ------------------------------------------------------------------------------- | ------------------------------------------------------------------------------- | ------------------------------------------------------------------------------- | ------------------------------------------------------------------------------- | ------------------------------------------------------------------------------- | ------------------------------------------------------------------------------- | ------------------------------------------------------------------------------- | ------------------------------------------------------------------------------- |
| 16-7-2021                                                                       | Seul                                                                            | Corea del Sud olimpica                                                          | 1 – 2                                                                           | Francia olimpica                                                                | Amichevole                                                                      | -                                                                               | 79’                                                                             |
| 22-7-2021                                                                       | Tokyo                                                                           | Messico olimpica                                                                | 4 – 1                                                                           | Francia olimpica                                                                | Olimpiadi 2020 - 1º turno                                                       | -                                                                               |                                                                                 |
| 25-7-2021                                                                       | Saitama                                                                         | Francia olimpica                                                                | 4 – 3                                                                           | Sudafrica olimpica                                                              | Olimpiadi 2020 - 1º turno                                                       | -                                                                               |                                                                                 |
| 28-7-2021                                                                       | Yokohama                                                                        | Giappone olimpica                                                               | 4 – 0                                                                           | Francia olimpica                                                                | Olimpiadi 2020 - 1º turno                                                       | -                                                                               | 62’                                                                             |
| Totale                                                                          |                                                                                 | Presenze                                                                        | 4                                                                               |                                                                                 | Reti                                                                            | 0                                                                               |                                                                                 |

## Palmarès

### Club
- Campionato italiano: 1

Milan: 2021-2022